# Цунами
Цунами (јап. 津 „цу“ = лука, и 波 „нами“ = талас) је лучки талас, или у слободном преводу заливски талас или сеизмички морски талас, означава појаву великих таласа, велике кинетичке енергије, разорног механичког дејства на приобаље. Ови таласи су узроковани измештањем велике запремине воде, генерално у океану или великом језеру. Земљотреси, вулканске ерупције и други подводне експлозије (укључујући детонације подводних нуклеарног оружја), клизишта, глечерска одвајања, метеоритски удари и други поремећаји изнад и испод водене површине, сви имају потенцијал да генеришу цунами. За разлику од нормалних океанских таласа које генерише ветар, или плимских који настају услед гравитационог повлачење Месеца и Сунца, цунами је изазван измештањем воде.
Цунамски таласи не подсећају на нормалне подводне струје или морске таласе, пошто је њихова таласна дужина далеко већа. Они не изгледају као ломећи таласи, већ иницијално подсећају на брзо растућу плиму, из ког разлога се често називају плимским таласима, мада научна заједница не одобрава тај термин пошто цунами нема плимско порекло. Цунами се генерално састоји од серије таласа са периодом у опсегу од неколико минута до више сати, који стижу у
„унутрашњем таласном низу”. Таласи висине више десетина метара могу настати у случају великих догађаја. Мада је утицај цунамија ограничен на обалске области, њихова деструктивна моћ може да буде енормна и они могу утицати на целокупне океанске базене. Цунами у Индијском океану 2004. је био међу најсмртоноснијим природним катастрофама у људској историји са бар 230.000 погинулих или несталих у 14 земаља са излазом на Индијски океан.
Грчки историчар Тукидид је предложио у свом раду из касног 5. века п. н. е. Историја Пелопонеског рата, да су цунами повезани са подводним земљотресима, али је разумевање природе цунамија остало непотпуно до 20. века, а много тога је и даље непознато. Главне области садашњих истраживања обухватају покушаје утврђивања разлога из којих неки велики земљотреси не генеришу цунамије док други мањи то чине; покушаје прецизног предвиђања пролаза цунамија кроз океане; а исто тако предвиђање начина на који цунамски таласи делују на специфичне типове обала.

## Терминологија
Бројни термини се користе за описивање таласа креираних у воденој маси измештањем воде; међутим, ни један од термина у широкој употреби није потпуно прецизан.

### Цунами
Термин цунами, са значењем „лучки талас” у дословном преводу, потиче из јапанског израза 津波, који се састоји од два канџија 津 (tsu) са значењем „лука” и 波 (nami), са значењем „талас”. Мада термини није потпуно прецизан, пошто ова појава није ограничена на луке, цунами је тренутно термин који је најшире прихваћен међу геолозима и океанографима.

### Плимски талас
Цунами се понекад назива плимским таласом. Овај некад популарни термин је проистекао из најчешћег изгледа цунамија, што је изванредно висок плимски талас. Обе појаве, цунами и плима, производе водене таласе који се крећу ка унутрашњости копна, али у случају цунамија кретање воде ка унутрашњости копнене површине може да буде много веће, што даје утисак једне невероватно високе и моћне плиме. Задњих година је термин „плимски таласи” изгубио популарност, посебно у научним круговима, пошто цунами није на било који начин повезан са плимама, које настају услед гравитационог повлачења Месеца и Сунца, уместо премештања водене масе. Мада је назив „плимски” могуће користити у контексту „сличног” или „који има облик или карактер” плиме, употребу термина плимски талас не подржавају геолози и океанографи.

### Сеизмички морски талас
Термин сеизмички морски талас се исто тако користи за означавање овог феномена, пошто су таласи најчешће узроковани сеизмичком активношћу као што су земљотреси. Пре пораста популарности употребе термина цунами на енглеском говорном подручју, научници су генерално фаворизовали употребу термина сеизмички морски талас уместо плимског таласа. Међутим, попут термина цунами, сеизмички морски талас није потпуно прецизан термин, пошто земљотреси нису једини тип узрочне силе. Цунамији могу да буду узроковани подводним клизиштима, вулканским ерупцијама, подводним експлозијама, срозавањима земљишта или леда у океан, ударима метеорита, и временским приликама кад се атмосферски притисак веома брзо мења.

## Историја
Док Јапан вероватно има најдужу записану историју цунамија, пуко разарање које је узроковао земљотрес и цунами у Индијском океану 2004. представља најразорнији догађај ове врсте у модерној историји, који је имао за последицу око 230.000 смртних случајева. Појава цунамија није новост у ни у Суматранској регији, где се земљотреси различитих јачина регуларно јављају у близини обала острва.
Цунамији су често потцењена опасност у Медитеранском мору и деловима Европе. Од историјске и садашње (у погледу претпоставки ризика) важности су земљотрес и цунами у Лисабону 1755. (који је био узрокован Азурско–Гибралтарским трансформационим раседом), Калабријски земљотрес из 1783., који је имао за исход неколико десетина хиљада смртних случајева и Месински земљотрес и цунами из 1908. године. Цунамији су узроковали више од 123.000 смртних случајева на Сицилији и у Калабрији, и они су међу најсмртоноснијим природним катастрофама у модерној Европи. Сторешки одрон у Норвешком мору и неки примери утицаја цунамија на Британска острва су узроковани клизиштима и метеорским ударима, а у мањој мери су били последица земљотресима.
Још 426. п. н. е. је грчки историчар Тукидид разматрао у његовом делу Историја Пелопонеског рата узроке цунамија, и први је изнео становиште да су океански земљотреси узрок.
„Узрок, по мом мишљењу, овог феномена мора се тражити у земљотресу. У тренутку када је његов шок био најнасилнији, море се повлачило назад, а изненада се вратило са удвострученом силом, узрокујући поплаве. Без земљотреса не видим како би се таква несрећа могла догодити.”
Римски историчар Амијан Маркелин (Res Gestae 26.10.15–19) описао је типичну секвенцу цунамија, укључујући један почетни земљотрес, нагло повлачење мора чему је следео гигантски талас, након цунамија из 365 који је опустошио Александрију.

## Механизам настанка
Главни механизам (или узрок) стварања цунамија је размештање огромне запремине воде или пертурбација мора. Ово помицање воде обично се приписује земљотресима, клизиштима, вулканским ерупцијама, ледењачким одвајањима или ређе ударима метеорита и нуклеарним тестовима. Таласи који су формирани на овај начин се затим одржавају гравитацијом. Плиме не учествују у формирању цунамија.
Цунамски таласи се између осталог догађају када се хипоцентар врло снажних земљотреса налази на дну мора, односно када се при разламању стена формира веће вертикално померање (денивелација) морског дна, обично неколико метара, па чак и преко 10m код снажних земљотреса. Ова нагла промена положаја дела морског дна у зони епицентра, као последицу ствара нагли скок нивоа воде изнад места хипоцентра земљотреса. Тако створени талас се брзо креће ка обалама достижући брзине млазних авиона (900 km/h). Када у приобалном делу талас допре до плитких делова, настаје цунами ефекат који се манифестује наглим смањењем брзине кретања таласа, али и наглим нарастањем његове висине, чак до неколико десетина метара. Ово се може описати и математички. Лонгитудинални таласи путују брзином v која износи:
{\displaystyle v={\sqrt {gH}}}
где је g убрзање силе Земљине теже, а H дубина мора.

### Сеизмичност
Цунами може да настане кад се морско дно нагло деформише и вертикално потисне слој воде. Тектонски земљотреси су посебан тип земљотреса који је асоциран са деформацијама земљине коре; кад дође до земљотреса испод мора, вода изнад деформисане области бива померена из свог равнотежног положаја. Специфично, до стварања цунамија може доћи кад се раседне навлаке асоциране са конвергентним или деструктивним границама плоча нагло помакну, што доводи до померања слојева воде, услед вертикалне компоненте кретања. Покретање на нормалним (екстензијским) раседима такође може да узрокује премештај морског дна, али само највећи догађаји тог типа (што је типично везано за искривљења у спољашњем рову отврдњавања) узрокују довољно померање да би се произвео знатан цунами, као што су земљотреси Сумба 1977. и Санрику 1933..
- Цртеж границе тектонске плоче пре земљотреса
- Преклапајућа плоча подлеже под напоном, узрокујући тектонско подизање.
- Плоча проклизава, узрокујући слегање и ослобађање енергије у воду.
- Ослобођена енергија производи цунамне таласе.

Цунами има малу амплитуду (висину таласа) на отвореном мору, и веома дугачку таласну дужину (често дугу стотинама километара, док нормални океански таласи имају таласну дужину од само 30 или 40 метара), из ког разлога они углавном пролазе непримећени на мору, формирајући само незнатно надимање обично око 300 mm (12 in) изнад нормалног нивоа морске површине. Њихова висина се повећава кад досегну плићу воду, путем процеса приобљавања таласа. Цунами се може јавити на било којој плимној локацији, а чак и при ниском водостају може да поплави приобалне области.
Дана 1. априла 1946, земљотрес Алеутских острва јачине  = 8,6 се одвио са максималним Меркалијевим интензитетом од VI (јак). Тиме је генерисан цунами који је поплавио Хило на острву Хаваји са ударом 14 . Између 165 и 173 особа је погинуло. Област где је дошло до земљотреса је локација где дно Тихог океана бива потиснуто испод Аљаске.
Примери цунамија који потичу са локација изван конвергентних граница обухватају Сторешки одрон пре око 8.000 година, Гранд Банк 1929, Папуа Нова Гвинеја 1998 (Тапин, 2001). Цунамији на Гранд Банку и Папуа Новој Гвинеји су били узроковани земљотресима који су дестабилизовали седименте, узрокујући њихово склизавање у океан. Они су се расули пре него што су превалили трансокеанско растојање. Узрок Сторешког одрона није познат. Могућности обухватају прекомерне наслаге седимената, земљотрес или ослобађање гаса (метана etc.).
Земљотрес код Валдивије 1960. ( = 9,5), земљотрес на Аљасци 1964. ( = 9,2), Земљотрес у Индијском океану 2004. ( = 9,2), и земљотрес у Тохоку 2011. ( = 9,0) су недавни примери моћних мегаземљотреса који су генерисали цунамије (познате као телецунамији) који могу да пређу цео океан. Мањи ( = 4,2) земљотреси у Јапану могу да узрокују цунамије (зване локални или регионални цунамији) који опустоше само оближње обале, али то чине за само неколико минута.